# Setoropica laosensis
Setoropica laosensis är en skalbaggsart som beskrevs av Stefan von Breuning 1965. Setoropica laosensis ingår i släktet Setoropica och familjen långhorningar.
Artens utbredningsområde är Laos. Inga underarter finns listade i Catalogue of Life.